# Canto del triunfo

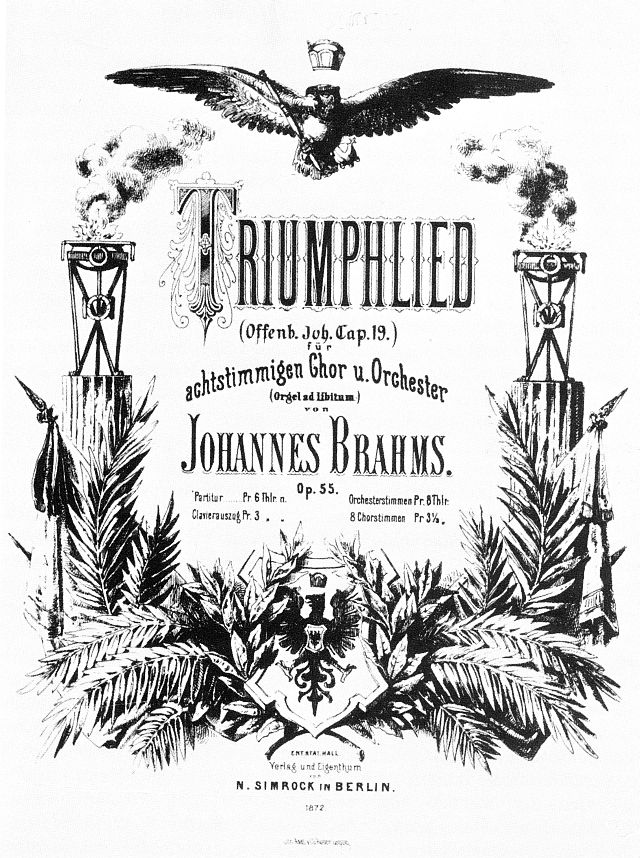
Portada de la primera edición del Canto del triunfo. Berlín, N. Simrock, 1872.

El Canto del triunfo, (o Canto triunfal, en alemán Triumphlied) para barítono solista, coro de ocho voces y orquesta, opus 55 es una composición vocal de Johannes Brahms escrita entre 1870 y 1871. Completa la trilogía de grandes obras corales junto a los opus 54 y 56.
Fue escrito por la victoria en la Guerra Franco-Prusiana del Káiser Guillermo I. Por lo tanto puede ser considerada una composición nacionalista. 
El texto está tomado del capítulo 19 del Apocalipsis (en alemán), versículos 1-2, 5-7, 11 y 15-16.
Brahms escribió esta obra para doble coro, barítono solo y orquesta, compuesta de dos flautas, dos oboes, dos clarinetes, tres trompetas, tres trombones, tuba y timbales.

## Movimientos
La obra está dividida en tres movimientos: Lebhaft, mäßig belebt, Lebhaft.

### Movimiento I: Lebhaft
Después de la introducción orquestal (que expone el embrión del tema utilizado más adelante), el doble coro canta con fuerza Aleluya con la introducción de las palabras de apertura Heil und Preis. Este pasaje se ha comparado con el Aleluya del oratorio de Händel El Mesías.

### Movimiento II: belebt mäßig
Este segundo movimiento tiene un desarrollo más moderado que su predecesor, y al mismo tiempo más jubiloso.

### Movimiento III: Lebhaft
El último movimiento se inicia de modo menos vivo y ejecuta la primera parte el barítono solista, junto al coro a lo largo del cual, después de terminar el solo, comienzan las fanfarrias. El barítono luego regresa con un segundo recitativo que prepara la entrada a la final con las palabras Ein König aller Könige und ein Herr aller Herren.